# Grenadine et Mentalo
« Mentalo » redirige ici. Pour l’article homophone, voir Menthe à l'eau.
Grenadine et Mentalo est une série télévisée d'animation adaptée des bandes dessinées du même nom, par Colonel Moutarde.

## Synopsis
Grenadine est une curieuse, dynamique et courageuse, elle habite un igloo sur la banquise et est une fille agitée. Mentalo est un manchot et un super-héros. Ils vivent des aventures loufoques qui mettent en scène une galerie de personnages divers, dont la reine Blizzard.

## Fiche technique
- Titre : Grenadine et Mentalo
- Année de production : 2010
- Réalisation : Éric Berthier
- Character design : Colonel Moutarde
- producteurs délégués : Patricia Robert et Hervé Le Coz
- Bible littéraire : Christophe Jung
- Directeur d'écriture : Nicolas Verpilleux
- Musique originale : Jacques Bastello, Bô Geste, Olivier Lanneluc et Lewis Primo